# Tillandsia capillaris
Espèce
Classification phylogénétique
Tillandsia capillaris Ruiz & Pav. est une espèce de plantes à fleurs de la famille des Bromeliaceae.
L'épithète capillaris signifie « comme des cheveux » et est soit une allusion à l'aspect du feuillage, soit une allusion à la finesse des tiges florales, le protologue ne le précise pas.

## Protologue et Type nomenclatural
Tillandsia capillaris Ruiz & Pav., Fl. Per. 3: 42, n° 9, tab. 271c (1802)
Diagnose originale :
« T. pedunculo subunifloro capillari foliis triplo longiori glabro, foliis lineari-subulatis, caule dichotomo. »
Type : Ruiz & Pav., Fl. Per. : tab. 271c (1802)
- leg. L. Ruiz, s.n., s.t. ; « In Peruvia ad Huanuco, Passazahuas » ; Lectotypus BM (British National History Museum)
- leg. L. Ruiz, s.n., s.t. ; « In Peruvia ad Huanuco, Passazahuas » ; Isolectotypus BM (British National History Museum)
- leg. L. Ruiz, s.n., s.t. ; « In Peruvia ad Huanuco, Passazahuas » ; Isolectotypus (4 tab.) MA (Real Jardín Botánico Madrid)
- leg. L. Ruiz, s.n., s.t. ; « In Peruvia ad Huanuco, Passazahuas » ; Isolectotypus GH (Gray Herbarium)

## Synonymie

### Synonymie nomenclaturale
- Diaphoranthema capillaris (Ruiz & Pav.) Beer

### Synonymie taxonomique
- Tillandsia cordobensis Hieron[2].
- Tillandsia dependens Hieron[2].
- Tillandsia hieronymii Mez[2]
- Tillandsia incana Gillies ex Baker[2]
- Tillandsia lanuginosa Gillies ex Baker[2]
- Tillandsia propinqua Gay[2]
- Tillandsia pusilla Gillies ex Baker[2]
- Tillandsia stolpi Phil[2].
- Tillandsia virescens Ruiz & Pav[2].
  - Diaphoranthema virescens (Ruiz & Pav.) Beer
- Tillandsia williamsii Rusby[2]

## Écologie et habitat
- Typologie : plante herbacée acaule ; épiphyte[1],[3],[4] ou saxicole[1],[3].
- Habitat : sur des supports variés tels que murs[1], rochers[1], arbres[2], buissons[2], cactées[2].
- Altitude : depuis la côte jusqu'aux hautes Andes[2],[4].

## Distribution
Du Mexique au Pérou.
- Amérique centrale :
  -  Mexique[2]
- Amérique du Sud :
  -  Argentine[2],[4]
    - Jujuy[3]
    - Córdoba[3]

  -  Bolivie[5],[2],[4]
  -  Chili[2]
  -  Équateur[4]
  -  Pérou[1],[3],[4]

## Comportement en culture
Tillandsia capillaris est de culture facile et de croissance rapide.

## Taxons infraspécifiques

### Tillandsia capillarisf.capillaris
(autonyme)
Synonymie :
- Tillandsia lanuginosa Gillies ex Baker[4]
  - Tillandsia capillaris var. lanuginosa (Gillies ex Baker) Mez
- Tillandsia capillaris f. typica L.B.Sm.

Distribution :
- Argentine[4]
- Bolivie[4]
- Chili[4]
- Pérou[4]

### Tillandsia capillarisf.cordobensis(Hieron.) L.B.Sm.
Tillandsia capillaris f. cordobensis (Hieron.) L.B.Sm., in Contr. Gray Herb. 106: 211 (1935) ; et in Proc. Am. Acad. 70(5) (1935)
Synonymie :
- [ basionyme ] Tillandsia cordobensis Hieron.

Distribution :
- Argentine[4]
- Bolivie[4]
- Chili[4]
- Pérou[4]

### Tillandsia capillarisf.hieronymii(Mez) L.B.Sm.
Tillandsia capillaris f. hieronymi (Mez) L.B.Sm., in Contr. Gray Herb. 106: 213 (1935) ; et in Proc. Am. Acad. 70(5) (1935)
Synonymie :
- [ basionyme ] Tillandsia hieronymii Mez

Distribution :
- Argentine
  - NW de l'Argentine[4]
- Bolivie[4]

### Tillandsia capillarisvar.incanaMez
Tillandsia capillaris [var.] [gamma] incana Mez in C.DC., Monogr. Phan. 9: 879, n° 245 (1896)
Diagnose originale :
« caule subsimplici ; foliis multo crassioribus (usque ad 3 mm. diam. metientibus), apice permanifeste acuteque mucronulatis ; scapo saepius bifloro. »
Type : Mez cite deux spécimens différents et trois herbiers :

- leg. Hieronymus ; « Argentina, prov. Cordoba in Sierra Achala inter Tanti Cuchi del Rosario et Rio Juspe ».

- leg. Gillies ; « prov. Mendoza in Cordillera »"

« herb. Berol., Florent., Kew » . Comme ce taxon est rattaché à un nomen nudum de Baker attribué à Gillies, l'holotype est en toute logique le spécimen récolté par Gillies mais sa désignation n'est pas explicite.
Synonymie :
- Tillandsia incana Gillies ex Baker[3] [nom. nud.]
- Tillandsia permutata Cast[4].
- Tillandsia propinqua var. saxicola Hieron[4].
- Tillandsia virescens Ruiz & Pav[3].

Distribution :
- Argentine
  - Córdoba[3]
  - Mendoza[3]
- Bolivie[4]

### Tillandsia capillarisf.incana(Mez) L.B.Sm.
Tillandsia capillaris f. incana (Mez) L.B.Sm., in Contr. Gray Herb. 106: 211 (1935) ; et in Proc. Am. Acad.' 70(5) (1935)
Synonymie :
- [ basionyme] ] Tillandsia capillaris var. incana Mez

Distribution : (voir ci-dessus à var. incana)

### Tillandsia capillarisvar.lanuginosa(Gillies ex Baker) Mez
Tillandsia capillaris [var.] [beta] lanuginosa (Gillies ex Baker) Mez in C.DC., Monogr. Phan. 9: 879 (1896)
Synonymie :
- [ basionyme ] Tillandsia lanuginosa Gillies ex Baker

Distribution :
- Argentine
  - Mendoza[3]

### Tillandsia capillarisf.typicaL.B.Sm.
Tillandsia capillaris f. typica L.B.Sm., in Contr. Gray Herb. 106: 210 (1935) ; et in Proc. Am. Acad. 70(5) (1935)
Synonymie :
Tillandsia capillaris f. capillaris

### Tillandsia capillarisf.virescensL.B.Sm.
Tillandsia capillaris f. virescens (Ruiz. & Pav.) L.B.Sm., in Contr. Gray Herb. 106: 212 (1935) ; et in Proc. Amer. Acad. 70(5) (1935)
Synonymie :
- [ basionyme ] Tillandsia virescens Ruiz & Pav.

Distribution :
- Argentine[4]
- Bolivie[4]
- Chili[4]
- Pérou[4]